# Erwin Schneider (Fußballspieler, 1955)
Erwin Schneider (* 3. Jänner 1955 in St. Margarethen; † 1. September 2007) war ein österreichischer Fußballspieler und Funktionär.
Erwin Schneider begann seine Karriere bei seinem Heimatklub SV St. Margarethen, bei der er sich 1973/74 als Torschützenkönig mit 20 Treffern in der drittklassigen burgenländischen Landesliga auszeichnen konnte. So wechselte er zum nahe gelegenen Bundesligisten SC Eisenstadt, wo der Flügelspieler in seiner ersten Profisaison 6 Tore in 21 Spielen erzielte, darunter ein Doppelpack gegen Rapid. Mit den Eisenstädtern musste er dennoch den Gang in die zweitklassige Nationalliga antreten. Der Wiederaufstieg gelang schließlich 1979/80, wo sich der Klub vor 13.000 Zuschauern gegen den 1. Simmeringer SC mit einem 3:1, bei dem auch Erwin Schneider traf, im Fernduell gegen die SSW Innsbruck als Zweitligameister durchsetzte.
Aber auch in seiner zweiten Erstligasaison musste Erwin Schneider den Abstieg hinnehmen, dieses Mal gelang den Eisenstädtern allerdings bereits 1981/82 der sofortige Wiederaufstieg. Erwin Schneider konnte sich danach mit seinem Verein in der höchsten österreichischen Spielklasse etablieren, er selbst schoss beachtliche 13 Tore in der Saison 1982/83. Gute Platzierungen brachten dem Klub auch internationale Teilnahmen am UEFA Intertoto Cup sowie am Mitropacup ein, der 1984 auch gewonnen wurde. Nach insgesamt 135 Erstligaeinsätzen (29 Tore) kehrte Erwin Schneider 1985 nach St. Margarethen in die Regionalliga zurück. Beim BFV Hallenmasters wurde er 1986 zum besten Spieler des Turniers gewählt. 1998 übernahm Schneider die Obmannfunktion in seinem Heimatverein.